# موراتزونه

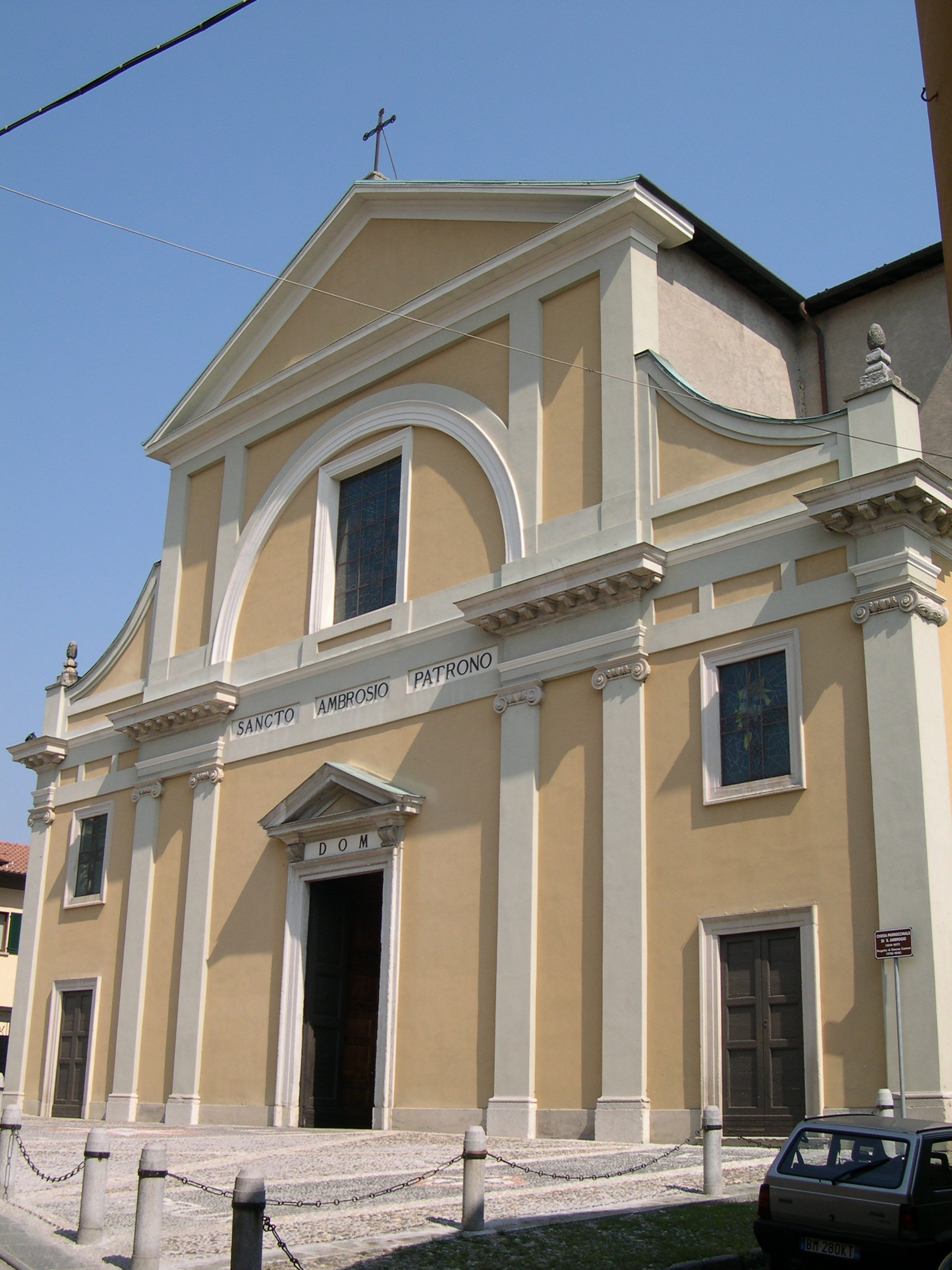
نمایی از ساختمان کلیسای «موراتزونه»

موراتزونه (به ایتالیایی: Morazzone) یک کومونه در ایتالیا است که در استان وارزه واقع شده‌است. موراتزونه ۵٫۵ کیلومترمربع مساحت و ۴٬۲۷۵ نفر جمعیت دارد.